# Gregor Grilc
Gregor Grilc, slovenski alpski smučar, * 13. februar 1970, Šenčur.
Leta 1988 je osvojil naslov svetovnega mladinskega prvaka v veleslalomu. Na svetovnem prvenstvu v Saalbachu leta 1991 je dosegel 12. mesto v veleslalomu. 
V svetovnem pokalu je svojo najboljšo uvrstitev dosegel s 6. in 8. mestom v slalomu.
Grilc je za Slovenijo nastopil na Zimskih olimpijskih igrah 1992 in 1994. 